# Begonia × excelsior
Begonia × excelsior es una especie de planta perenne perteneciente a la familia Begoniaceae. 
Es un híbrido compuesto por Begonia baumannii Lemoine ex Wittm. × Begonia pearcei Hook.f. × Begonia veitchii Hook.f.

## Taxonomía
Begonia × excelsior fue descrita por Jean Jules Linden y publicado en Kew Bulletin, Additional Series 2: 30. 1894.
Etimología
Begonia: nombre genérico, acuñado por Charles Plumier, un referente francés en botánica, honra a Michel Bégon, un gobernador de la excolonia francesa de Haití, y fue adoptado por Linneo.
excelsior: epíteto latino comparativo de excel = "alto" que significa "más alto".